# 喉舌论

喉舌论这一观点被确立是由时任新华社社长郭超人的著作《喉舌论》中提出来的。内容为其1983年至1997年15年间关于新闻工作的文稿及讲话稿的汇编。喉舌论就是指确保党的新闻工作坚定不移地贯彻执行无产阶级的党性原则，忠实可靠当好党和人民的耳目喉舌。

## 出处
喉舌论也是马克思主义新闻观的重要组成部分，马克思曾用“耳目喉舌”来阐述报纸的功能。中国在早期发展中，一直坚持着以马克思主义、毛泽东思想等理论为政治基础。而中共极其重视的媒体，自然也需要秉承马克思主义新闻思想。符合中国特色的新闻“喉舌论”正是由此慢慢衍生。是指“社会主义新闻媒介是党和政府的喉舌”，单一的政治话语环境在中国持续了很长时间。

## 发展
| 发展时期 | 代表阶级                 | 代表思想             | 背景环境               | 代表人物       |
| -------- | ------------------------ | -------------------- | ---------------------- | -------------- |
| 清末时期 | 资产阶级维新派           | 维新主义             | 甲午中日战争           | 康有为、梁启超 |
| 五四运动 | 知识份子                 | 新文化主义           | 袁世凯窃取国家政权     | 陈独秀         |
| 抗战时期 | 全国人民                 | 马列主义、毛泽东思想 | 抗日战争               |                |
| 建国时期 | 以共产党为代表的无产阶级 | 社会主义思想         | 公私合营、社会主义改造 | 毛泽东         |
| 文革时期 | 以共产党为代表的无产阶级 | 极左思潮             | 文化大革命、红卫兵运动 | 四人帮         |

### 梁启超的喉舌论
1896年，梁启超在《论报馆有益于国事》中最早明确提出“耳目喉舌”这一概念。
他在《论报馆有益于国事》一文中写道：“去塞求通，厥道非一，而报馆其导端也。无耳目、无喉舌，是曰废疾……有助耳目喉舌之用而起天下废疾者，则报馆之谓也”。在这里,梁启超的“耳目喉舌”说强调的是报纸在封建君王的统治下消除上下内外之隔的作用。所谓“耳目”，是指报纸能帮助人们掌握国内外的消息，“喉舌”则是指报纸能让上情下达，下情上达。
戊戌变法失败后，梁启超看到了资本主义的先进性，学以致用，为“耳目喉舌”论又增加了新的内涵。1902年，梁启超在《敬告我同业诸君》中提出：“某以为报馆有两大天职：一曰，对于政府而为其监督者；二曰，对于国民而为其向导者也。”

### 孙中山与资产阶级对喉舌论的影响
1905年8月，孙中山成立同盟会，并创刊《民报》。《民报》创刊之初，一方面为同盟会的喉舌，宣传主义；另一方面则力辟当时保皇派劝告开明专制要求立宪之谬说。

### 中共时期党的喉舌
与孙中山的“喉舌媒介”相比，中共除了同样强调“言”的功能，强调政治宣传外，还把“言”的功能落到组织系统上，用组织监督媒介，保障其宣传功能的实现。

### 喉舌论新理解
复旦大学教授李良荣提出了“圈子理论”：关于媒体是喉舌论的定义有大圈、中圈、小圈之分。分别对应“凡是媒体都是党的喉舌”、“新闻媒体是党的喉舌”、“党报党刊是党的喉舌”。李良荣教授认为，中国进行新闻改革25年来，“大圈”之说已基本消失，现在“中圈”与“小圈”之间徘徊。在他看来，当今的“喉舌论”适用于“小圈”，即对党报党刊实行特殊的政策并给予保护，以充分发挥“党的耳目喉舌”的作用；而其他媒体则应进入市场接受洗礼。这一观点十分切合现今中国社会的实际。

## 争议和批评
在西方的媒介理论中，“喉舌论”并不被认可。媒体的作用只在于传播，媒介是一种传播工具，而非某一党派、某一阶级的喉舌。
喉舌论在一定程度上限制了新闻自由，政府、党派的介入，无疑会使媒体的报道有所偏向性。中国新闻事业背负着过于强烈的政治倾向，导致电视、报纸等媒体出现“假大空”的现象，对媒体环境发展不利。

## 喉舌论现状

### 党媒姓党
2016年2月，中国共产党中央委员会总书记习近平到人民日报社、新华通讯社、中央电视台考察调研，习近平指出：“新闻舆论工作供各方面、各个环节都要坚持正确舆论导向。各级党报、党刊、电台电视台要讲导向，都市类报刊、新媒体也要讲导向。其中特别强调了党的新闻舆论工作坚持党性原则，最根本的是坚持党对新闻舆论工作的领导。党和政府主办的媒体是党和政府的宣传阵地，必须姓党。”

### 2016党的新闻舆论工作座谈会
新闻舆论工作各个方面、各个环节都要坚持正确舆论导向。各级党报党刊、电视台都要讲导向，都市类报刊、新媒体也要讲导向；时政新闻要将导向，娱乐类、社会类新闻也要讲导向；国内新闻报道讲导向，国际新闻报道也要讲导向。